# ХИФК (хоккейный клуб)
ХИФК (фин. Helsingin IFK) — хоккейный клуб из Хельсинки, выступает в Лииге. Основан в 1945 году.

## Достижения
СМ-Лига
- Золото: 1969, 1970, 1974, 1980, 1983, 1998, 2011
- Серебро: 1973, 1975, 1986, 1999, 2016
- Бронза: 1955, 1959, 1971, 1972, 1982, 1987, 1988, 1992, 2004, 2018